# Miha Petrič
Miha Petrič - Stevo, slovenski generalpodpolkovnik, * 25. september 1924, Gumnišče, † 2000.
Petrič je bil pred drugo svetovno vojno delavec na domači kmetiji. Z NOB je začel sodelovati jeseni 1941; spomladi 1942 je odšel v partizane in bil med drugim borec Krimskega odreda, Tomšičeve brigade, komandant bataljona VOS za zavarovanje Kočevskega Roga, in operativni oficir 1. brigade Vojske državne varnosti. Po vojni je bil načelnik štaba polka obmejne brigade v Ljubljani in komandant bataljona na jugoslovansko-albanski meji.
V Beogradu je 1954 končal Višjo vojaško akademijo JLA in Šolo ljudske obrambe; nato je opravljal številne naloge v generalnem štabu JLA. Od 1970 je delal v Sloveniji, med drugim je bil predsednik komiteja ZKJ 9. armade in komandant TO Slovenije.